# Linognathus antidorcitis
Linognathus antidorcitis är en insektsart som beskrevs av Konrad Fiedler och Stampa 1956. Linognathus antidorcitis ingår i släktet Linognathus och familjen nötlöss. Inga underarter finns listade i Catalogue of Life.